# Trent Sainsbury
Trent Lucas Sainsbury (* 5. ledna 1992, Perth, Austrálie) je australský fotbalový obránce a reprezentant, od roku 2016 hráč čínského klubu Jiangsu Suning, od ledna 2017 na hostování v mužstvu Inter Milán. Hraje na postu stopera.

## Klubová kariéra
S profi fotbalem začal v australském klubu Central Coast Mariners.
V lednu 2014 přestoupil do nizozemského PEC Zwolle, s nímž v sezoně 2013/14 stihl vyhrát nizozemský fotbalový pohár (KNVB beker), první v historii klubu. Ve finále proti Ajaxu Amsterdam, které skončilo poměrem 5:1 pro Zwolle, nehrál. Na začátku sezony 2014/15 vyhrál s PEC Johan Cruijff Schaal (nizozemský Superpohár, výhra 1:0 nad Ajaxem).
S PEC si zahrál ve 4. předkole Evropské ligy 2014/15, kde byl jeho tým vyřazen českým klubem AC Sparta Praha.

## Reprezentační kariéra
Sainsbury je bývalým mládežnickým reprezentantem Austrálie.
Zúčastnil se Mistrovství světa hráčů do 20 let 2011 v Kolumbii, kde mladí Australané skončili v základní skupině C s jedním bodem na posledním čtvrtém místě.
V A-mužstvu Austrálie přezdívaném Socceroos debutoval v roce 2014.

S národním týmem Austrálie vyhrál domácí Mistrovství Asie v roce 2015.